# Ікеда Сакіко
Ікеда Сакіко (яп. 池田 咲紀子; нар. 8 вересня 1992) — японська футболістка. Вона грала за збірну Японії.

## Клубна кар'єра
У 2011 році дебютувала в «Урава Редз».

## Кар'єра в збірній
У червні 2017 року, її викликали до національної збірної Японії на Algarve Cup. На цьому турнірі, 6 березня, вона дебютувала в збірній у поєдинку проти Норвегії. У складі японської збірної учасниця жіночого чемпіонату світу 2019 року. З 2017 рік зіграла 15 матчів в національній збірній.

## Статистика виступів
| Збірна Японії | Збірна Японії | Збірна Японії |
| Рік           | Матчі         | Голи          |
| ------------- | ------------- | ------------- |
| 2017          | 8             | 0             |
| 2018          | 6             | 0             |
| 2019          | 1             | 0             |
| Загалом       | 15            | 0             |